# 瓦氏棘珊瑚
瓦氏棘珊瑚是棘珊瑚屬的一個單型物種，在中部非洲的喀麦隆發現的。具有樹狀珊瑚群落形式和蛋白質軸心骨架，具有狹窄、中空、柔軟，其表面有突出的刺。珊瑚蟲和共骨骼，沒有鈣質骨針。瓦氏棘珊瑚的珊瑚都會側向分枝，珊瑚蟲圍繞著分枝呈螺旋狀的排列。 珊瑚蟲能夠完全縮回圓頂形的共骨骼裡。活著時，呈現橘色，珊瑚蟲顏色稍深。保存後呈現白色；軸是棕色的。生活在水深1至2公尺。

## 名字
屬名源自拉丁語 acanthus，一種多刺的常綠植物，而 axis 則指其多刺的軸。以馬德拉大學生物系收藏家 Peter Wirtz 的名字命名。

## 資料來源
1. ↑  . www.marinespecies.org.   [2023-09-29]. （原始内容存档于2022-10-02） （英语）.
2. 1 2  Leen, van Ofwegen; McFadden, Catherine S. . J Nat Hist. doi:10.1080/00222930903359669 –ResearchGate.
3. ↑  . www.reeflex.net.   [2023-09-29].